# District de Talgar
Le district de Talgar (en kazakh : Талғар ауданы) est un district de l’oblys d'Almaty, situé au sud-est du Kazakhstan.
Le centre administratif du district est la ville de Talgar.

## Géographie

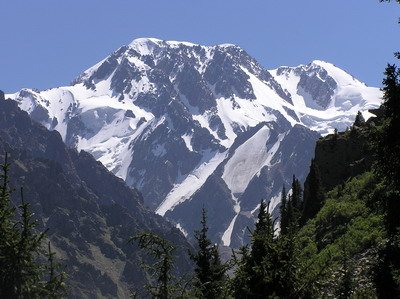
Le pic Talgar

La région est située sur un manteau alluvial formé par la rivière Talgar, extension septentrionale des glaciers des monts Trans-Ili Alataou, dominés par le pic Talgar (4 979 mètres), dans les monts Tian.
Le pic Talgar s'élève à 10 km du centre du chef-lieu du district, Talgar.

## Démographie
Le recensement de 2010 montre une population de 156 940 habitants.
La population se répartissait alors, entre Kazakhs (55 %), Russes (23 %), Ouïghours (11 %), Turcs (3 %), Azéris (2 %), Kurdes (0,9 %), Tatars (0,8 %), Allemands (0,8 %), Ukrainiens (0,8 %) et divers (2,7 %).